# 麦汁
麦汁（ばくじゅう、英：wort）とは、大麦を原料とするビールやウイスキーの醸造における糖化過程で生成される液体のこと。酵母が発酵によってアルコールを生成するために必要な糖を含んでいる。

## 麦汁の作り方とその後の処理
大麦の麦芽を挽き割りにした後、温湯に混ぜて浸す。この過程では、麦芽に含まれる糖化酵素β-アミラーゼがデンプンを分解しビール酵母が利用可能な麦芽糖に変換可能な状態にするためにゆっくりと加熱する。このときの生成物が麦汁である。
糖化終了後、熱い麦汁は静かに注がれるかフィルターを通された後、濃度を調整するために煮沸され、それから冷される。そして、発酵を開始するために酵母を投入する。
ウィート・ビールやオートミール・スタウトのようなスタイルのビール、アメリカンスタイル・ラガーのような（費用削減のための）軽いラガー、グレーン・ウイスキーなどを造る場合には、大麦の糖化前に添加物を投入する。

## ビール
ビール造りでは、麦汁を煮沸する際にホップを加える。ホップを加えるまでは英語で「sweet wort」と呼ばれ、ホップを加えた後は英語で「hopped wort」と呼ばれる。
また、煮沸して濃度を調整した後に計る比重を初期比重と呼ぶ。